# Allophylopsis subscutellata
Allophylopsis subscutellata är en tvåvingeart som beskrevs av Tonnoir och Malloch 1927. Allophylopsis subscutellata ingår i släktet Allophylopsis och familjen myllflugor. Inga underarter finns listade i Catalogue of Life.